# YUKI tour "MEGAPHONIC" 2011
『YUKI tour "MEGAPHONIC" 2011』は2012年5月2日にリリースされたYUKIのライブ・ビデオ。

## 概要
2011年8月に発表したアルバム『megaphonic』を引っ提げ、全国9ヵ所で17公演行ったソロとしては初となるアリーナ・ツアーから、2011年11月3日の横浜アリーナ公演の模様を収録した。

## 収録曲
1. Heart beats goes on.
2. Hello! -a cappella-
3. JOY
4. 勇敢なヴァニラアイスクリーム
5. ビスケット
6. キスをしようよ
7. Wild Ladies
8. Super Elastic
9. ひみつ
10. 2人のストーリー
11. 笑いとばせ
12. ハローグッバイ
13. Hello!
14. ワンダーライン
15. The Breath
16. クライマー・クライマー
17. ランデヴー
18. 揺れるスカート
19. マイ・プライヴェート・アイダホ
20. ティンカーベル
21. WAGON
22. 鳴いてる怪獣
23. 相思相愛
24. Dear.ママ
25. 集まろう for tomorrow

## ツアー日程
- 2011.10.15 千葉県・幕張メッセ・イベントホール
- 2011.10.16 千葉県・幕張メッセ・イベントホール
- 2011.10.22 北海道・北海道立総合体育センター
- 2011.11.02 神奈川県・横浜アリーナ
- 2011.11.03 神奈川県・横浜アリーナ
- 2011.11.08 大阪府・大阪城ホール
- 2011.11.09 大阪府・大阪城ホール
- 2011.11.14 宮城県・Zepp Sendai（追加公演）
- 2011.11.15 宮城県・Zepp Sendai（追加公演）
- 2011.11.19 福岡県・マリンメッセ福岡
- 2011.11.20 福岡県・マリンメッセ福岡
- 2011.12.01 兵庫県・ワールド記念ホール
- 2011.12.02 兵庫県・ワールド記念ホール
- 2011.12.08 東京都・国立代々木競技場・第一体育館
- 2011.12.09 東京都・国立代々木競技場・第一体育館
- 2011.12.17 愛知県・日本ガイシホール
- 2011.12.18 愛知県・日本ガイシホール